# Tapatalk
Tapatalk è un'applicazione freemium che consente l'accesso a forum su Internet attraverso dispositivi mobili.
È un'applicazione mobile sviluppata principalmente per fornire un accesso e un'interfaccia unificata ai forum. L'applicazione, originariamente sviluppata per Android, supporta ora anche iOS e Windows Phone.
Le piattaforme software dei forum supportate da Tapatalk sono: phpBB3, vBulletin, xenForo, IPBoard, Simple Machines Forum, MyBB, bbPress, Kunena, Vanilla e Drupal.